# Arctowski (forskningsstation)
Arctowski-stationen (polska: Polska Stacja Antarktyczna im. Henryka Arctowskiego) är en polsk forskningsstation på King George Island i Sydshetlandsöarna,  Antarktis. Basen öppnades 26 februari 1977, och drivs av den Polska Vetenskapsakademin. Den har fått sitt namn efter den polske meteorologen och upptäcktsresanden Henryk Arctowski (1871–1958), som bland annat deltog i Belgiska Antarktisexpeditionen 1897-1899. 
Forskningsstationen består av en större byggnad och ett trettiotal containrar, och är dimensionerad för 17 övervintrande forskare. Forskning bedrivs inom bland annat biologi, meteorologi och geofysik. Närmaste befolkade plats är King Sejong Station, 17,3 km väster om Henryk Arctowski Polish Antarctic Station. Den ryska forskningsstationen Bellingshausen ligger fyra mil bort, och de båda stationerna samarbetar i frågor om försörjning och logistik. 
Den första polska stationen i Antarktis, A. B. Dobrowolski, som ligger vid Bungerbergen i Wilkes Land, är sedan flera årtionden inaktiv. 

## Bildgalleri

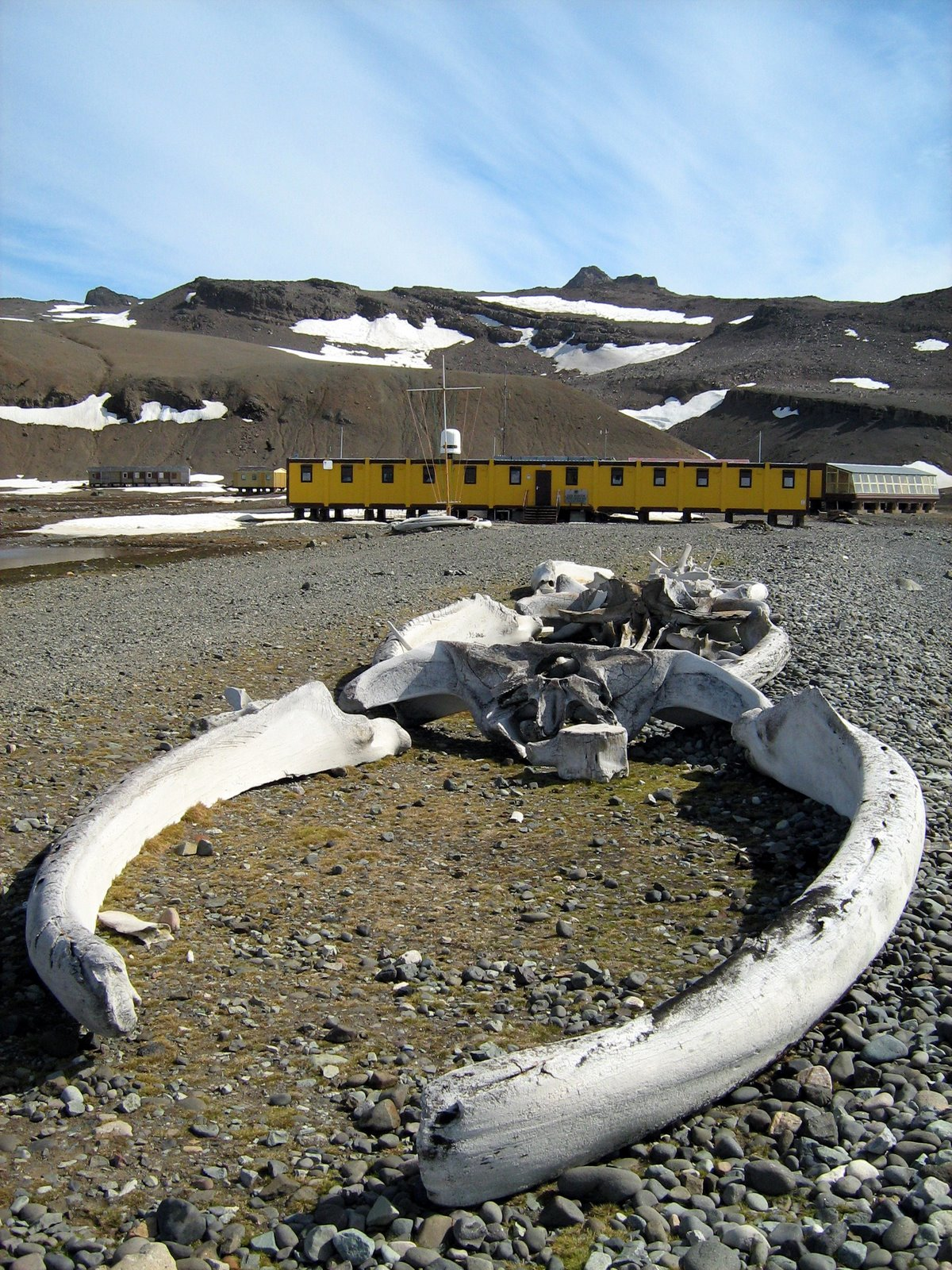
Valskelett utanför Arctowski-stationen
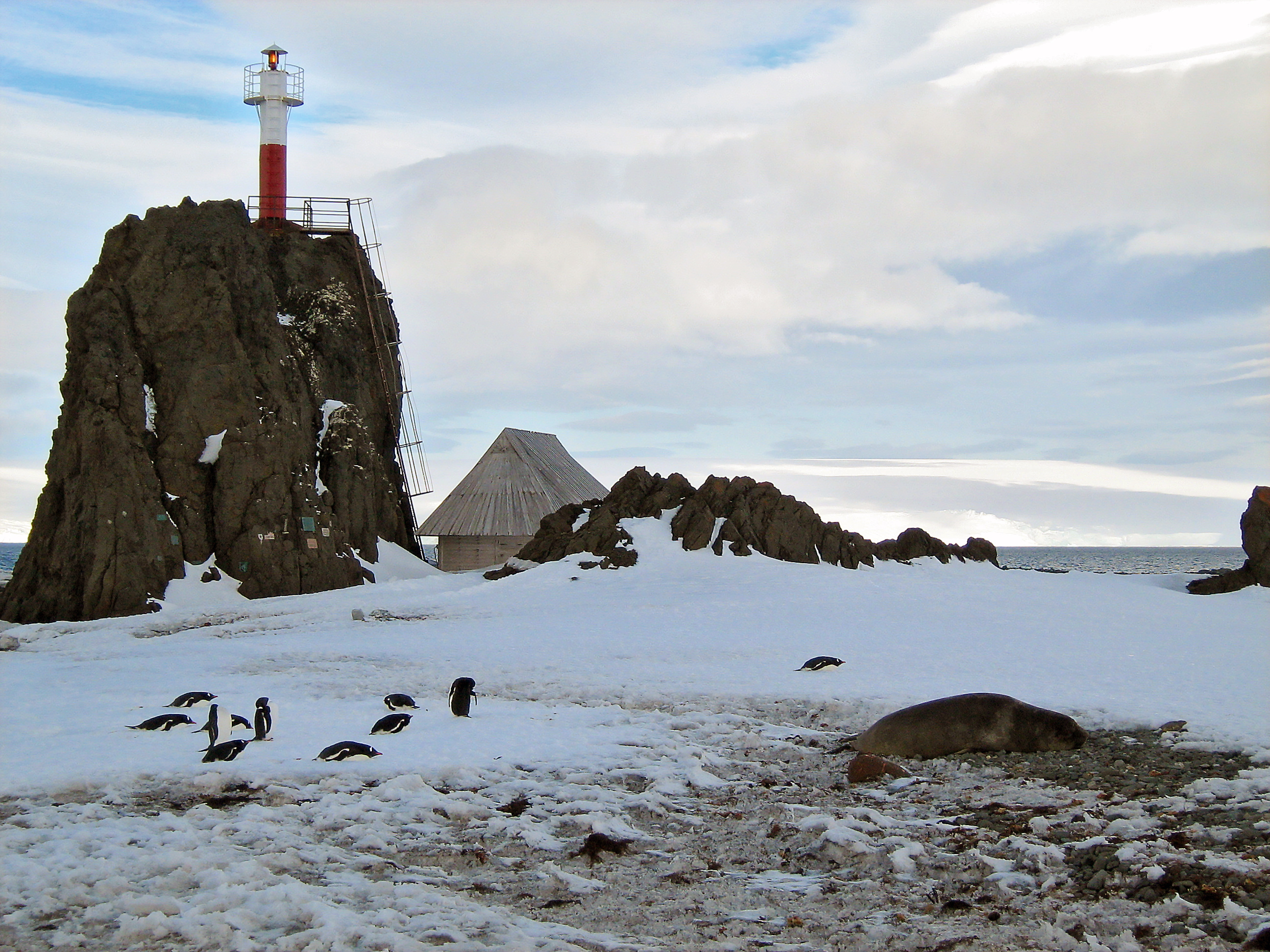
Fyren vid Arctowski-stationen
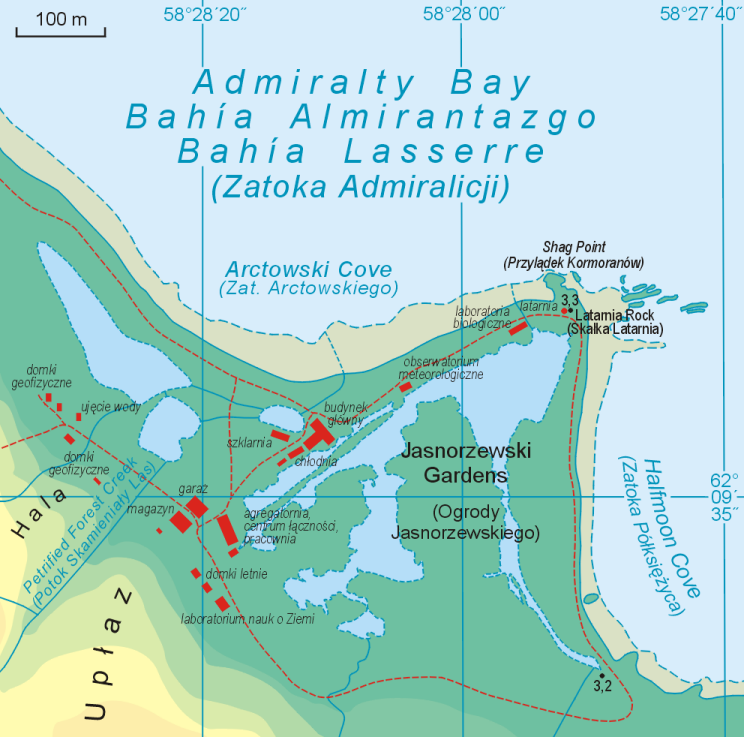
Karta över Arctowski-stationen
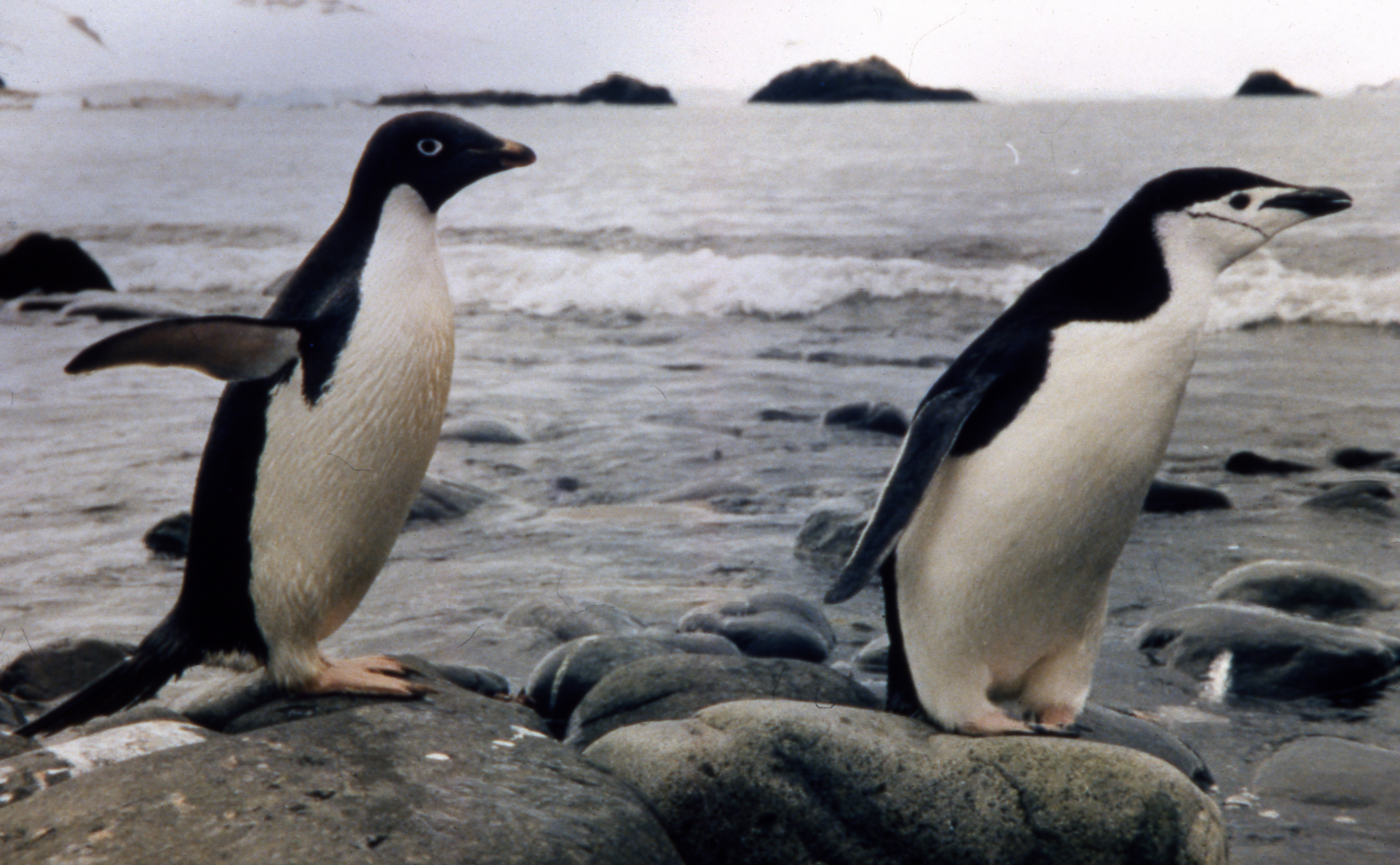
Pingviner vid stationen